# Ialoveni
Ialoveni è una città della Moldavia capoluogo del distretto omonimo di 15 041 abitanti al censimento del 2004 ed è situata a 10 km dalla capitale Chișinău

## Storia
La città è menzionata per la prima volta in un documento ufficiale nel 1502. Dal 1639 ha il nome attuale che deriva da Ialov che vuol dire, riferito ad un terreno, sterile.
Durante il periodo in cui apparteneva all'Unione Sovietica si chiamò Kutuzov, ritornò al nome attuale nel 1989 e nel 1994 ottenne lo status di città